# هارالد شوماخر
أنطون هارالد شوماخر (بالألمانية: Harald Schumacher) من مواليد 6 مارس 1954 في ألمانيا الغربية، ويُعرف أيضاً باسم توني شوماخر. حارس مرمى منتخب ألمانيا من سنة 1979، وفاز معه في كأس الأمم الأوروبية لكرة القدم 1980 وخاض المبارات النهائية لكأس العالم مع المنتخب مرتين مرة في بطولة كأس العالم لعام 1982 ومرة في بطولة عام 1986 وخسر الأولى أمام إيطاليا والثانية أمام الأرجنتين.
و لعب شوماخر 76 مباراة دولية لألمانيا الغربية بين عامي 1979 و 1986، وكان له 14 مباراة في نهائيات كأس العالم. هارالد شـوماخـر أو تـوني شوماخـر هو أحـد حراس المرمى الألمان الذيـن بصمـوا على تاريـخ كبيـر ومشوار حافل سواء مع الأندية التي لعب لها أو مع منتخب بلاده.. ولد هارالد يـوم 6 مارس 1954 في مدينة تدعى دورن بألمانيـا يبلغ من الطول 1.86 م.
بدأ تـوني شوماخـر مسيرته الكروية منذ أن كان في سن الثامنة وقدكان يلعب رفقة أندية من ضواحي مدينته دورن حيث تدرج ضمن فئات أحد الأندية هناك حيث كان موهـوبا بامتياز وبشهادة الجميع وقد أعجب بمهاراته مدرب نادي كولون آنذاك يـوب روغيـر حيث ضمه لفريـق الكبـار سنة 1972 حيثكان سن الحارس الألماني آنذاك لا يتجاوز 18 عاما. الموسم الاحترافي الأول لهارالد شوماخـر قضاه ضمن دكة الاحتياط لنادي كولون حيث أنه لم يشارك في الدوري الألماني إلا لبضع دقائق لكنه في الموسم الثاني حين كان عمره 19 عاما شارك لأول مرة كرسمي في الدوري الألماني حيث منحه المدرب الفرصة للعب بعد إصابة الحارس الرسمي لفريـق كولون جيراهارد ويلـز، وقد كان تاريـخ 8 سبتمبر 1973 شاهدا على أول مباريـاته حيث لعب ضد بـوخوم في اللقاء الذي انتهى بنتيجة 2/2.
و بعد ذلك أصبح الحارس من العناصـر المهمة في تشكيل الفريـق حيث أصبح محبـوب الجماهيـر حيث لعب بين موسمي 1977 و 1983 عدد كبيـر من المباريـات يتمثل في 213 مباراة في الدوري الألامني دون انقطاع لكن خلاف مع المدرب رينوس ميشيلز أوقف هذه السلسلة من المباريـات لكن ورغم ذلك عاد شوماخـر حيث تم اختياره كأفضل لاعب في ألمانيـا بعد ذلك سنتي 1984 و 1986. بعد 421 مباراة رفقة نادي كولون انتقل الحارس سنة 1987 لنادي شالكه 04 حيث كانت هذه التجربة القصيـرة فاشلة حيث لعب هارلد رفقة الزرق 33 مباراة تلقت فيها شباكه 70 هدفا وهذا ما أدى بفريـقه للهبـوط للدرجة الثانيـة. سنة 1988 انتقل هارالد لنادي فنربخشه التركي لتكـون هذه التجربة الاحترافية الأولى في مشوار العنكبـوت الألماني.
- السـوبـر شوماخـر في الدوري التركي:

سنة 1988 انتقل هارالد شوماخـر إلى نادي فنربخشه التركي في عقد يمتد لـ 3 سنوات حيث كان نجم الفريـق بعد بضع مباريـات قادها في تركيـا حيث حاز ثقة المدرب والجماهيـر وأصبح قائد الفريق، موسم 1988/1989 كا شاها على حيـازة هيلد أول لقب له رفقة الفريق في أول موسم له ليكـون هذا هو أول وأخـر لقب له مع افريـق، لكن رغم ذلك تبقي تجربة الفنـر ناجحة لشوماخـر. في هذه المدة التي قضاها رفقة الفريـق لعب بجانب عدة لاعبيـن كبـر كأيكـوت كوجمان، ريدفان ديلمين، هاكان ديجيمير، أحمد أوزغيـر جيتين وإيـفان فيشيفنسكي. للذكيـر فإن الحارس لعب 65 مباراة رفقة فريـق إسطنبـول.
شوماخـر والمنتخب الألماني:
شوماخـر اسم كبيـر لطالما كان في أذهاب الكثيـر مما شاهدوه رقفة المانشافت حيث كان حارسا كبيـرا بما تحمله الكلمة من معنى سنة 1979 كان أول استدعاء للحارس حيث شارك في عدة بطولات دولية كبيـرة، يـورو 1980 عرف حيـازة الألمان للقب حيث كان شوماخـر شاهدا على هذا الإنجـاز، كما كان شاهدا على الفـوز بلقب المونديـال سنة 1986 بالمكسيك، مونديـال سنة 1982 بإسبانيـا عرف حادثة لا تنسى تسبب فيها هارالد وهي الحادثة المعروفة باسم (اقوى عرقلة في تاريخ كرة القدم)

## مسيرته الكروية
لعب هارالد شوماخر خلال مسيرته الاحترافية مع 5 أندية في واحد وعشرون موسمًا ولم يسجل خلالها أي هدف ضمن 548 مباراة. حيث فاز في ثلاثة مواسم بالكأس وفي ثلاثة مواسم بالدوري.
خاض هارالد شوماخر مسيرته مع نادي كولن في موسم 1973–74 ليلعب معه أربعة عشر موسمًا، مشاركًا في 422 مباراة ولم يسجل أي هدف. ثم انتقل إلى نادي شالكه 04 في موسم 1987–88 لمدة موسم واحد، حيث شارك في 33 مباراة ولم يسجل أي هدف أيضًا. لينتقل بعدها إلى نادي فنربخشة في موسم 1988–89 واستمر معه طيلة ثلاثة مواسم، مشاركًا في 84 مباراة ولم يسجل أي هدف أيضًا. ثم انتقل إلى نادي بايرن ميونخ في موسم 1991–92 ولمدة موسمين، مشاركًا في 8 مباريات ولم يسجل أي هدف أيضًا. هذا وانتقل لاحقًا إلى نادي بوروسيا دورتموند للفورميلا في موسم 1995–96 لمدة موسم واحد، مشاركًا في مباراة ولم يسجل أي هدف أيضًا.

## روابط خارجية
- هارالد شوماخر على موقع IMDb (الإنجليزية)

- هارالد شوماخر على موقع الاتحاد الدولي (مؤرشف)  (الإنجليزية)
- هارالد شوماخر على موقع اتحاد تركيا (لاعب) (الإنجليزية)
- هارالد شوماخر على موقع قاعدة بيانات كرة القدم.إي يو (الإنجليزية)
- هارالد شوماخر على موقع بيانات كرة القدم. دي إي (الألمانية)
- هارالد شوماخر على موقع ناشيونال فوتبول تيمز (الإنجليزية)
- هارالد شوماخر على موقع عالم كرة القدم.نت (الإنجليزية)